# Monopeltis jugularis
Monopeltis jugularis là một loài bò sát trong họ Amphisbaenidae. Loài này được Peters mô tả khoa học đầu tiên năm 1880.